# PewDiePie
Felix Arvid Ulf Kjellberg (født 24. oktober 1989 i Göteborg, Sverige), bedre kendt som PewDiePie, er en svensk YouTuber. Felix udgiver forskelligt slags indhold bl.a. gaming, reaktions-, nyheds- og madlavningsvideoer på det sociale medie YouTube.
Han er opvokset i Göteborg, Sverige, og har tidligere boet i Brighton, Storbritannien. I foråret 2022 flyttede han til Japan med sin hustru. 

## YouTube
PewDiePie begyndte i 2010 at lægge gaming- og reaktionsvideoer op på videotjenesten YouTube og fik sit store gennembrud omkring 2012 med spillet Amnesia og senere Happy Wheels. I august 2013 blev PewDiePie den mest abonnerede kanal på YouTube, først omkring oktober 2018  begyndte den indiske medievirksomhed, T-Series og deres YouTube kanal, at indhente Pewdiepie. PewDiePie begyndte at joke med at være i krig med T-Series og opfordrede alle til at abonnere på ham. Mange forskellige Youtubere fulgte trop med Mr Beast i spidsen. Den venlige kamp forøgede antallet af PewDiePies abonnenter fra 62 miIlioner til 108 millioner. Det stoppede dog d. 28 april 2019, da PewDiePie lagde videoen "Ending the Subscribe to PewDiePie meme" op, efter forskellige uheldige episoder han ikke ville associere sit navn med. På det tidspunkt havde T-Series været foran siden februar. T-Series har nu over 100 millioner abonnenter. Pewdiepie nåede også 100 millioner abonnenter dog efter T-Series. 

## Privatliv
Felix Kjellberg bor sammen med sin hustru, Marzia Bisognin, og sin søn, i Japan. Han har tidligere boet ni år i Brighton (Storbritannien), Sverige og Italien. Marzia er fra Italien, og havde også en YouTube-kanal, kaldet Marzia (tidligere CutiePieMarzia) med tutorials og vlogs, bl.a. vedrørende makeup og mode. Felix og Marzia mødte hinanden, efter Marzias veninde havde introduceret hende til Felixs videoer. Marzia skrev, som fan, til Felix, og de begyndte derefter ofte at skrive sammen. Efter noget tid valgte Felix at tage til Italien og møde Marzia. Derefter flyttede de sammen i Sverige for efterfølgende at flytte til Brighton. Efter flere års ventetid pga. corona, fik Felix og Marzia lov til at flytte til Japan i 2022. De blev gift den 19. august 2019, i en privat ceremoni, omgivet af familie og venner. 

## Kontroverser
I 2016 var PewDiePie i en af sine videoer iført en engelsk militæruniform og udtalte, at nazisme er noget skidt - samtidig med, at en dokumentarfilm om nazister kørte på en PC-skærm. I starten af 2017 testede han moralen hos folk, som benyttede platformen Fiverr til at sælge deres forskellige services. Han betalte to unge indiske mænd 5 dollars for at optræde med et skilt hvor der stod “Death to all Jews”, imens de opfordrede seerne til at abonnere på YouTuberen Keemstars YouTubekanal. Han viste også et klip med en person, som mod betaling udklædte sig som Jesus og udtalte sætninger. PewDiePie betalte ham for at sige en sætning - hvilket han gjorde - men han sagde yderligere en sætning, som han ikke var blevet bedt om: “Hitler did absolutely nothing wrong”. Dette fik mange medier, heriblandt avisen Wall Street Journal, til at skrive om det antisemitiske indhold i Pewdiepies videoer. Avisens behandling af sagen medførte, at Maker Studios (Disney), YouTube og G2A droppede samarbejdet med ham omkring hans nye Youtube Red-serie "Scare PewDiePie". PewDiePie hævdede til sit forsvar, at han blot ville vise hvor skør den moderne verden er blevet og samtidigt teste moralen hos sælgerne på Fiverr. Resultatet af hændelsen blev tab af indtægter fra sponsorer og samarbejdspartnere, men også en enorm stigning i abonnementer samt international støtte.
Det har senere vist sig at Eric Feinberg (ejer af Gipec) aktivt har prøvet at finde annonceunderstøttet indhold knyttet til terror og hadegrupper, sende links og skærmbilleder til journalister i England og U.S., for at gøre hans patent "computerized system and method for detecting fraudulent or malicious enterprises" relevant og nødvendigt for Youtube, for at undgå flere reklameboykot fra giganter som HSBC, Marks and Spencer, L'Oreal og flere. Det ser dog ikke ud til, at det har påvirket regnskabet for Youtube.
PewDiePie havnede senere i en skandale, da han i frustration udbrød ordet "Nigger", henvendt mod en modstander som dræbte hans ven i et computerspil. Dette blev streamet live og har siden været grundlaget for diverse memes.

## Live streaming
I 2019 fik han en eksklusive aftale med DLive omkring live streaming som i 2020 blev afløst af en eksklusive aftale med YouTube .